# Yves Le Dluz
Yves Le Dluz, né le 3 juin 1900 à La Rochelle où il est mort le 12 décembre 1977, est un homme politique français.

## Biographie
Fils d'un marin et d'une ménagère, Yves Le Dluz devient ouvrier chaudronnier-riveur après l'obtention du Certificat d'études primaires. Il occupe aussi divers emplois dans sa ville natale, notamment celui d'employé au centre de répartition de poissons. Adhérent à la Jeunesse communiste en 1923, membre du Parti communiste en 1929, il occupe des responsabilités syndicales et politiques au cours des années 1930 à La Rochelle, où il se distingue comme animateur de grèves. Après l'interdiction du parti communiste en 1939 il est arrêté, puis interné dans divers camps en France. En juin 1944, il s'évade, ainsi que d'autres co-détenus et avec l'aide de maquisards, de la prison-forteresse de Sisteron. Il s'engage dans le FTP de la Drôme, puis il devient lieutenant dans l'Armée active. Il est réformé en janvier 1945 et reprend ses activités militantes à la Rochelle. Il est élu en décembre 1946 au Conseil de la République, où il siège au sein du groupe communiste, jusqu'en novembre 1948.

## Détail des fonctions et des mandats
Mandat parlementaire
- 8 décembre 1946 - 7 novembre 1948 : Sénateur de la Charente-Maritime